# توم جوردن (لاعب كرة قاعدة)
توم جوردن (بالإنجليزية: Tom Jordan)‏ هو لاعب كرة قاعدة أمريكي، ولد في 5 سبتمبر 1919 في لوتون في الولايات المتحدة.

## وصلات خارجية
- توم جوردن على موقع دوري كرة القاعدة الرئيسي (الإنجليزية)
- توم جوردن على موقعبيزبول رفرنس.كوم (الدوري الرئيسي) (الإنجليزية)
- توم جوردن على موقعبيزبول رفرنس.كوم (الدوري الثانوي) (الإنجليزية)